# ترخيص فني

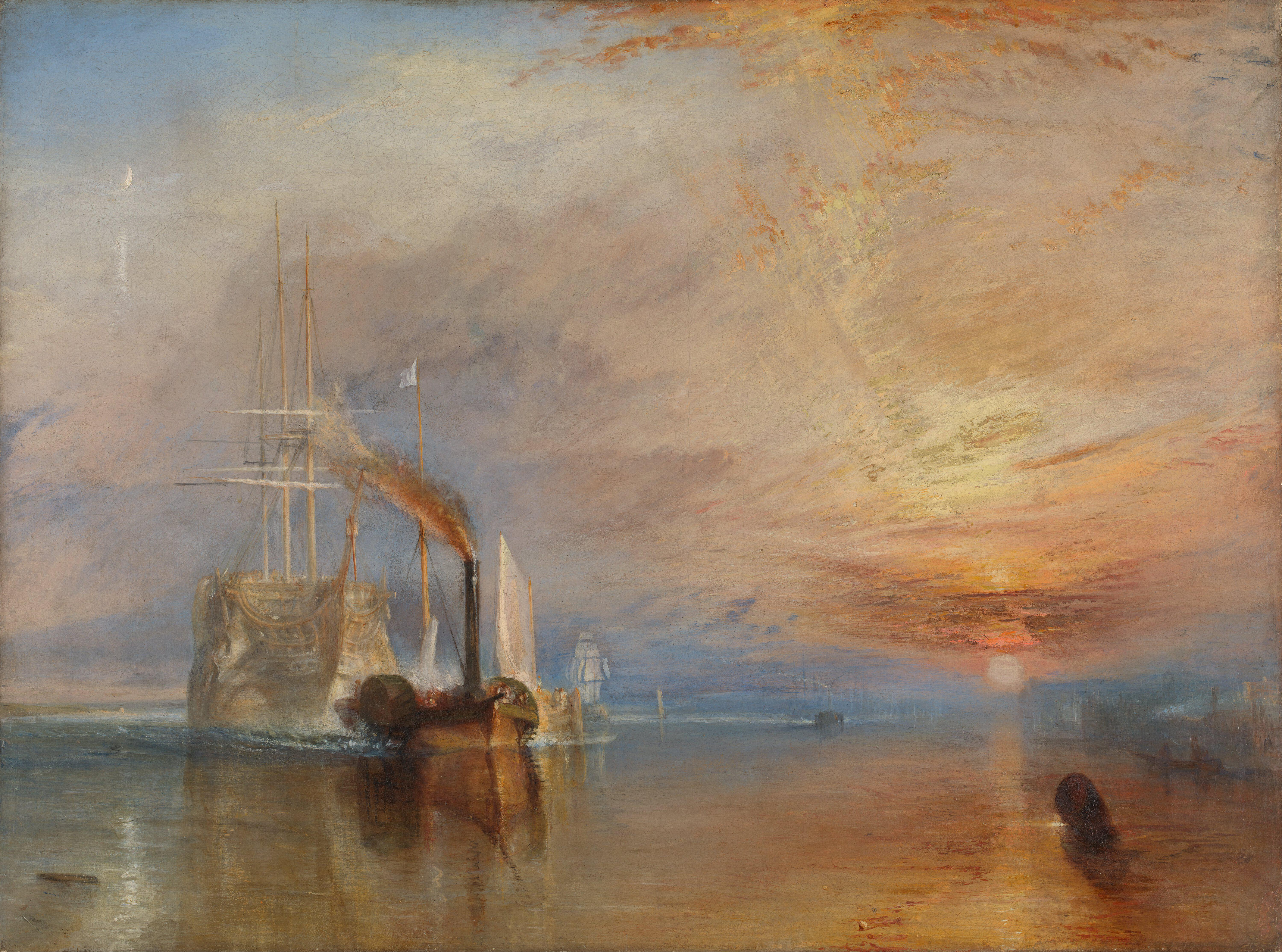
رسم لسفينة تم سحبها إلى آخر مرسى لها ليتم تحطيمها

ترخيص فني (المعروف أيضا الترخيص المسرحي والترخيص التاريخي و'الترخيص الشعري و'الترخيص السردي أو مجرد رخصة) أو الزحاف والعلل هو مصطلح عامي، أحياناً تعبيراً لطيفا، تستخدم للإشارة إلى تشويه الحقيقة، تعديل اتفاقيات للتدقيق النحوي أو اللغة، أو إعادة صياغة النص موجود مسبقاً الذي أدلى به هو الفنان لتحسين قطعة من الفن.

## أمثلة
الترخيص الفني قد يشير أيضا إلى قدرة الفنان على تطبيق التشوهات أصغر، مثل شاعر تجاهل بعض الشروط البسيطة التدقيق النحوي للأثر الشعري. على سبيل المثال، مارك أنتوني«الأصدقاء، الرومان، أبناء، اقراضي اذنيك» من شكسبير  يوليوس قيصر  من الناحية الفنية تتطلب الكلمة «و» قبل «أبناء»، ولكن التزامن «و» أهمل للحفاظ على إيقاع بينتاميتير ايمبيك التزامن الناتجة (يطلق عليه اسم أسينديتيك تريكولون). على السطر التالي، على العكس من ذلك، قد نهاية «لقد جئت إلى دفن قيصر، ليس إلى الإشادة به» المقطع اللفظي إضافية لأن حذف الكلمة «له» سيجعل الجملة غير واضحة، ولكن لن تخل إضافة المقطع اللفظي في نهاية المقياس. كل هذه أمثلة للترخيص الفني.
مثال آخر للترخيص الفني هو الطريقة التي صور منمطة لكائن (على سبيل المثال في اللوحة أو فيلم الرسوم المتحركة) تختلف عن نظيراتها في الحياة الحقيقية، ولكن ما زال يعتزم تفسر بالمشاهد بأنها تمثل نفس الشيء. وهذا يمكن أن يعني إغفال التفاصيل، أو تبسيط الأشكال وظلال اللون، حتى إلى درجة أن الصورة لا يعدو الرسم التخطيطي. ويمكن أن تعني أيضا إضافة تفاصيل غير موجود، أو المبالغة في الأشكال والألوان، كما هو الحال في فن الخيال أو صورة كاريكاتورية.
وقد تصبح ثابتة معينة ستيليزيشنز الاتفاقيات في الفن؛ اتفاق بين الفنان والمشاهد التي تفهم وأونديباتيد. مثال بارز هو كيف في الرسومات الكاريكاتورية بسيطة أجزاء بيضاء أحادي اللون على سطح داكن اللون يتم فورا المعترف بها معظم المشاهدين تمثل انعكاسا للضوء على سطح ناعمة أو الرطب.
وبإيجاز، فإن الترخيص الفني:
- تماما يتراءى للفنان
- يقصد بالتغاضي عن طريق العارض (انظر «استعداد تعليق الكفر»)[4]
- مفيدة لسد الثغرات، وما إذا كان تكون واقعية، والتركيبية، والتاريخية أو غيرها من الثغرات[5]
- استخدام عن وعي أو غير وعي، عمدا أو عن غير قصد أو جنبا إلى جنب[6]